# Shagarakti-Shuriash
Shagarakti-Shuriash est un roi de Babylone de la dynastie kassite qui a régné de 1245 à 1233 av. J.-C. Rien n'est connu sur les événements politiques de son règne, qui est documenté par des tablettes économiques datées avec ses noms d'années.